# Тапакуло
Тапакуло (Scytalopus) — рід горобцеподібних птахів родини галітових (Rhinocryptidae). Містить 49 видів.

## Поширення
Поширені в Південній і Центральній Америці від Вогняної Землі до Коста-Рики, але відсутні в басейні Амазонки.

## Види
Включає 49 видів:
- Тапакуло болотяний, Scytalopus iraiensis
- Scytalopus diamantinensis
- Тапакуло бразильський, Scytalopus novacapitalis
- Scytalopus petrophilus
- Scytalopus pachecoi
- Тапакуло чорний, Scytalopus latrans
- Тапакуло аргентинський, Scytalopus speluncae
- Тапакуло чилійський, Scytalopus fuscus
- Тапакуло андійський, Scytalopus magellanicus
- Тапакуло анкаський, Scytalopus affinis
- Scytalopus krabbei
- Scytalopus androstictus
- Тапакуло нагірний, Scytalopus opacus
- Тапакуло парамський, Scytalopus canus
- Тапакуло білобровий, Scytalopus superciliaris
- Тапакуло таріянський, Scytalopus zimmeri
- Тапакуло захмарний, Scytalopus simonsi
- Тапакуло діадемовий, Scytalopus schulenbergi
- Тапакуло ельфовий, Scytalopus urubambae
- Scytalopus whitneyi
- Scytalopus frankeae
- Тапакуло рудогузий, Scytalopus altirostris
- Тапакуло каштановочеревий, Scytalopus parvirostris
- Тапакуло болівійський Scytalopus bolivianus
- Тапакуло гірський Scytalopus atratus
- Тапакуло санта-мартійський, Scytalopus sanctaemartae
- Тапакуло колумбійський, Scytalopus micropterus
- Тапакуло перуанський, Scytalopus femoralis
- Scytalopus intermedius
- Тапакуло великий, Scytalopus macropus
- Scytalopus gettyae
- Тапакуло сизий, Scytalopus unicolor
- Тапакуло шиферний, Scytalopus acutirostris
- Scytalopus gonzagai
- Тапакуло сріблистолобий, Scytalopus argentifrons
- Наріно, Scytalopus vicinior
- Тапакуло панамський, Scytalopus panamensis
- Тапакуло темний, Scytalopus chocoensis
- Scytalopus rodriguezi
- Scytalopus stilesi
- Scytalopus alvarezlopezi
- Тапакуло еквадорський, Scytalopus robbinsi
- Тапакуло каракаський, Scytalopus caracae
- Тапакуло високогірний, Scytalopus griseicollis
- Тапакуло бурий, Scytalopus latebricola
- Scytalopus perijanus
- Тапакуло меридійський, Scytalopus meridanus
- Тапакуло сірий, Scytalopus parkeri
- Тапакуло сіробокий, Scytalopus spillmanni